# 祁徹白
祁徹白（穆麟德轉寫：kicebe），滿洲旗人，清朝官员、清朝禮部尚書。
曾任禮部左侍郎。于康熙元年二月庚戌，接替渥赫，擔任清朝禮部尚書，后解。由外庫接任。